# Ойкіст
Ойкіст (грец. οἰκιστής) — керівник експедиції з заснування колонії у Стародавній Греції. Зазвичай отримував офіційні повноваження від влади метрополії і санкцію жерців одного з загальногрецьких святилищ (храму Аполлона у Дельфах, храму Аполлона в Дідімах). Керував будівництвом міста та очолював його перший уряд.

## Відомі ойкісти
Серед відомих ойкістів були:
- Амфілох, ойкіст Сол
- Антіфем, ойкіст Гели
- Археанакт, ойкіст Пантікапея
- Архій, ойкіст Сіракуз
- Батт, ойкіст Кирени
- Бізант, ойкіст Візантія
- Гілакс, ойкіст Аполлонії
- Гіппокл і Мегасфен, ойкісти Кум
- Гнесіох, ойкіст Гераклеї Понтійської
- Горг, ойкіст Левкади
- Евагор, ойкіст Потідеї
- Еварх, ойкіст Катани
- Ехід, ойкіст Анакторія
- Ламіс, ойкіст Мегар Гіблейських
- Лампон, ойкіст Фурій
- Левкіпп, ойкіст Метапонту
- Мена, ойкіст Месембрії
- Мільтіад, ойкіст Херсонеса Фракійського
- Паміл, ойкіст Селінунта
- Пілад, ойкіст Амбракії
- Протіс, ойкіст Массілії
- Телесікл, ойкіст Тасосу
- Фалант, ойкіст Тарента
- Фалій, ойкіст Епідамна
- Фанагор, ойкіст Фанагорії
- Фукл, ойкіст Наксоса і Леонтін
- Хаброн і Кретін, ойкісти Синопа
- Херсікрат, ойкіст Коркири як коринфської колонії